# Villasor
Villasor – miejscowość i gmina we Włoszech, w regionie Sardynia, w prowincji Sud Sardegna.
Według danych na rok 2014 gminę zamieszkuje 6969 osób, 80,3 os./km². Graniczy z Decimomannu, Decimoputzu, Monastir, Nuraminis, San Sperate, Serramanna, Vallermosa i Villacidro